# Guiche (piercing)

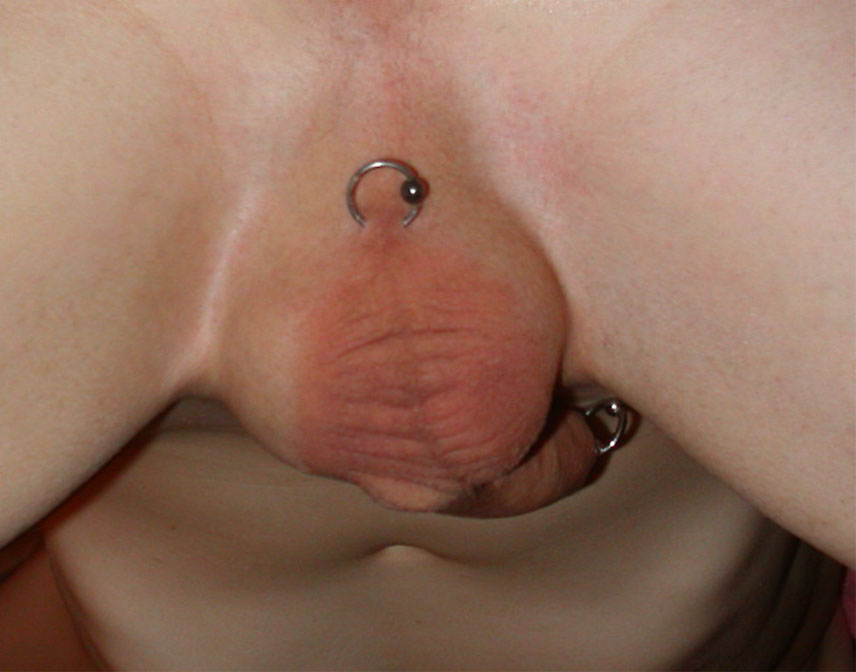
Ejemplo de un Guiche.

Un guiche es un piercing en el perineo. Estos son mucho más comunes en hombres que en mujeres. Aunque un guiche normalmente se coloca perpendicular a la dirección del pene, pero posicionarlo de manera lateral también es posible. Una serie de pírsines colocados en una serie paralela a la dirección del pene, es llamada una escalera guiche, y comúnmente se ve como una extensión de una escalera del frenillo.

## Cuidados
Dependiendo de la anatomía de cada individuo, este piercing puede sanar realmente rápido con pocas complicaciones, como un piercing normal, o puede requerir joyería especializada en el inicio y tratamientos especiales, como un piercing superficial. Debido a la proximidad con el ano, una buena higiene es importante, tanto en el periodo inicial de cicatrización, como en el tiempo posterior después que la perforación ha sanado. El tiempo estimado de recuperación es entre seis y nueve meses. Actividades relacionadas con sentarse, que causan estrés en la región, pueden causar irritación en la zona, derivando en una migración o rechazo del piercing.

## Historia y cultura
Richard Simonton, también conocido por su alias Doug Malloy, realizó un panfleto llamado Body & Genital Piercing in Brief, el cual creó la mayoría de la mitología contemporánea, sobre el origen de una gran variedad de piercing corporales, incluyendo el guiche. En el panfleto, este piercing es descrito como originario del Pacífico Sur, más específicamente de Tahití. La perspectiva de Simonton fue distorsionada por su propio entusiasmo sobre los piercing genitales, como una práctica de erotismo, y por lo tanto, este material no puede considerarse como preciso.  Al igual que muchos piercing genitales, este fue primariamente practicado en la cultura BDSM gay, previo al resurgimiento de los piercing en la cultura occidental a finales de la década de 1980 y principios de la década de 1990.